# Доктор Кто (1-й сезон)
Первый сезон британского научно-фантастического телесериала «Доктор Кто» стартовал 26 марта 2005 года, когда на экраны вышел первый эпизод сезона — серия «Роза». «Роза» положила конец 16-летнему перерыву в телевизионном вещании программы, начавшемуся после отмены шоу в 1989 году, и стала первым официальным эпизодом, вышедшим со дня премьеры фильма 1996 года с Полом Макганном в главной роли. Финальную серию первого сезона, «Пути расходятся», зрители увидели 18 июня 2005 года. Возрождение шоу произошло по инициативе Расселла Ти Дейвиса, давнего поклонника шоу, который предлагал BBC возобновить показ «Доктора Кто» ещё с конца 1990-х. Впоследствии Дейвис стал шоураннером проекта и одним из исполнительных продюсеров первого сезона. В качестве исполнительных продюсеров сезона также выступили Джули Гарднер и Мэл Янг, а Фил Коллинсон был приглашён на должность продюсера.
В центре сюжета находится Доктор — таинственный и эксцентричный представитель расы Повелителей времени, путешествующий в пространстве и времени при помощи ТАРДИС, живой машины времени и космического корабля, выглядящего как английская синяя полицейская будка 1960-х. Со своими спутниками он исследует различные точки пространства и времени, сталкивается с различными врагами, спасает цивилизации и борется с несправедливостью.
В первом сезоне роль Доктора исполнил Кристофер Экклстон — это единственный сезон с его участием — роль его постоянной спутницы Розы Тайлер досталась актрисе Билли Пайпер. Кроме Розы с ним путешествовали также и другие спутники. Основной аркой стал «Плохой волк», чьё имя встречалось на протяжении всего сезона, но то, кем он был, раскрылось только в финальной дилогии. Кроме того, в отличие от классических серий, Доктор позиционировался как последний Повелитель времени, поскольку остальные представители этой расы были уничтожены в конфликте, известном как Война Времени.
Премьеру первого сезона возрождённого «Доктора Кто» посмотрело 10,81 миллионов британских зрителей, и спустя четыре дня были заказаны рождественский спецвыпуск 2005 года и второй сезон. Сезон был положительно принят как профессиональными критиками, так и обычными зрителями. Также впервые в истории программы «Доктор Кто» стал лауреатом премии BAFTA Cymru. Кроме того, проект удостоился похвалы от Майкла Грэйда, известного тем, что в 1985 году из-за его личной неприязни к шоу начался 18-месячный перерыв в вещании «Доктора Кто».

## О сериале
«Доктор Кто» (англ. Doctor Who, МФА: [ˈdɒk.tə(ɹ) huː]) — культовый британский научно-фантастический телесериал компании «Би-би-си» об инопланетном путешественнике во времени, известном как Доктор. Внесён в Книгу рекордов Гиннесса как самый продолжительный и успешный научно-фантастический сериал. Кроме того, шоу принято делить на две части: классические серии, транслировавшиеся с 1963 по 1989 год, и возрождённый сериал, выходящий с 2005 года по настоящее время.
Главный персонаж сериала «Доктор Кто», Доктор, является путешественником в пространстве и времени. Выглядит как человек, но относится к расе Повелителей Времени с планеты Галлифрей. Повелители Времени обладают способностью регенерировать (перерождаться) по мере попадания в смертельные ситуации. В результате регенерации Повелитель Времени полностью меняет свою внешность и частично — характер. Доктор считает себя последним Повелителем Времени. Лишённый своего дома, он спасает другие миры, в том числе и человечество.
В качестве способа передвижения Доктор использует ТАРДИС (англ. TARDIS — Time And Relative Dimension(s) In Space) — живую машину времени и одновременно космический корабль, выглядящую как английская синяя полицейская будка из 1960-х годов, но вмещающую в себя гораздо больше, чем кажется («она больше внутри, чем снаружи»). В качестве подручного инструмента для осуществления мелких операций с предметами (запирание-отпирание замков, починка приборов, сканирование чего-либо и т. п.) им применяется звуковая отвёртка. Доктор обладает нечеловеческим интеллектом.
Первый сезон стал единственным, в котором появился Девятый Доктор. На протяжении всех серий он путешествовал с единственной постоянной спутницей — девушкой по имени Роза Тайлер. Также на одну серию к ним присоединился Адам Митчел, гений из 2012 года. Начиная с дилогии «Пустой ребёнок» / «Доктор танцует», с Розой и Доктором путешествует мошенник из LI века капитан Джек Харкнесс.

## Эпизоды
В отличие от классических серий, возрождённый сериал практически отказался от схемы деления на арки по несколько эпизодов в каждой; каждый эпизод по большей части является отдельной историей. Всего в рамках первого сезона вышло тринадцать эпизодов, из них семь являются независимыми историями, а оставшиеся шесть объединены в три дилогии. Кроме того, впервые со дня выхода серии классического третьего сезона «Меткие стрелки» каждый эпизод, независимо от того, является он частью дилогии или нет, имеет собственное название.
| № | #  | Название                                    | Режиссёр     | Сценарист         | Зрителей (миллионов) | Индекс оценки (из 100) | Дата выхода в эфир |
| --- | -- | ------------------------------------------- | ------------ | ----------------- | -------------------- | ---------------------- | ------------------ |
| 157 | 1  | «Роза» «Rose»                               | Кит Бок      | Расселл Ти Дейвис | 10,81                | 76                     | 26 марта 2005      |
| Роза Тайлер жила самой обычной жизнью, ходила на самую обычную работу, проводила время с самыми обычными друзьями, но однажды всё изменилось. На людей началась охота, манекены в витринах начали оживать, а в жизни Розы появился эксцентричный человек, зовущий себя Доктором |    |                                             |              |                   |                      |                        |                    |
| 158 | 2  | «Конец света» «The End of the World»        | Эйрос Лин    | Расселл Ти Дейвис | 7,97                 | 76                     | 2 апреля 2005      |
| Роза отправляется в своё первое путешествие с Доктором. Оба они оказываются на миллиарды лет в будущем, на борту космической станции, с которой одни из самых видных граждан галактики должны наблюдать за тем, как Земля погибнет под воздействием расширяющегося Солнца. Однако кто-то хочет, чтобы погибла не только Земля, но и гости. |    |                                             |              |                   |                      |                        |                    |
| 159 | 3  | «Беспокойные мертвецы» «The Unquiet Dead»   | Эйрос Лин    | Марк Гэтисс       | 8,86                 | 80                     | 9 апреля 2005      |
| Доктор и Роза оказываются в Кардиффе на Рождество 1864 года. По городу ходят слухи, что мертвецы оживают и ходят по улицам города. Повелитель времени и его спутница берутся разобраться в чём дело, им на помощь приходит сам Чарльз Диккенс. |    |                                             |              |                   |                      |                        |                    |
| 160a | 4  | «Пришельцы в Лондоне» «Aliens of London»    | Кит Бок      | Расселл Ти Дейвис | 7,63                 | 82                     | 16 апреля 2005     |
| Доктор возвращает Розу в её время. Как выяснилось, после её отбытия прошёл уже год и всё это время она числилась пропавшей без вести. Тем временем на Лондон падает космический корабль, а в парламенте прячутся пришельцы, которые носят на себе кожу людей как костюм. |    |                                             |              |                   |                      |                        |                    |
| 160b | 5  | «Третья мировая война» «World War Three»    | Кит Бок      | Расселл Ти Дейвис | 7,98                 | 81                     | 23 апреля 2005     |
| Упавший корабль оказывается отвлекающим манёвром, а британский парламент захвачен Сливинами, семьёй разбойников с планеты Раксакорикофалапаториус, которые намерены уничтожить Землю и распродать её по кусочкам. |    |                                             |              |                   |                      |                        |                    |
| 161 | 6  | «Далек» «Dalek»                             | Джо Ахерн    | Роберт Ширман     | 8,63                 | 84                     | 30 апреля 2005     |
| Доктор получает сигнал бедствия, после чего ТАРДИС оказывается в бункере, который богатый коллекционер использует как музей инопланетных артефактов. И среди экспонатов оказывается то, что Доктор ожидал увидеть меньше всего — живой далек. |    |                                             |              |                   |                      |                        |                    |
| 162 | 7  | «Долгая игра» «The Long Game»               | Брайан Грант | Расселл Ти Дейвис | 8,01                 | 81                     | 7 мая 2005         |
| Доктор, Роза и их новый спутник Адам оказываются на телевизионной космической станции Спутник 5 в 200 000 году. На станции работает множество людей, Спутник 5 круглосуточно передаёт новости со всех уголков космоса. Однако Доктор начинает подозревать, что развитие человечества кто-то сдерживает. |    |                                             |              |                   |                      |                        |                    |
| 163 | 8  | «День отца» «'Father's Day'»                | Джо Ахерн    | Пол Корнелл       | 8,06                 | 83                     | 14 мая 2005        |
| Роза уговаривает Доктора показать ей, как погиб её отец. Несмотря на то, что Повелитель времени предупреждает её об опасности изменения событий, она в определённый момент не удерживается и спасает отца. В результате над Лондоном объявились кровожадные крылатые монстры, которые не остановятся, пока временная линия не будет восстановлена. |    |                                             |              |                   |                      |                        |                    |
| 164a | 9  | «Пустой ребёнок» «The Empty Child»          | Джеймс Хоуз  | Стивен Моффат     | 7,11                 | 84                     | 21 мая 2005        |
| ТАРДИС преследует инопланетный корабль, который через некоторое время падает в Лондоне периода Второй мировой войны. Пытаясь отыскать его Роза и Доктор разделяются. Повелитель времени вскоре сталкивается с любопытным феноменом — люди заражаются странным вирусом, их лица превращаются в противогазы и они начинают звать маму. Его спутница тем временем знакомится с обаятельным капитаном Джеком Харкнессом, который оказывается мошенником из LI века.                                                  |    |                                             |              |                   |                      |                        |                    |
| 164b | 10 | «Доктор танцует» «The Doctor Dances»        | Джеймс Хоуз  | Стивен Моффат     | 6,86                 | 85                     | 28 мая 2005        |
| Доктор, Роза и Джек пытаются сбежать от толпы людей в противогазах, зовущих маму. Они решают вернуться на место крушения космического транспортника, чтобы выяснить, откуда взялся вирус. Между делом Роза пытается выяснить что-нибудь о Повелителе времени и спрашивает, умеет ли он танцевать. |    |                                             |              |                   |                      |                        |                    |
| 165 | 11 | «Городской бум» «Boom Town»                 | Джо Ахерн    | Расселл Ти Дейвис | 7,68                 | 82                     | 4 июня 2005        |
| ТАРДИС прибывает в Кардифф 2005 года, чтобы подзарядить системы от пространственно-временного разлома. Между делом, Доктор и Роза выясняют, что один из Сливинов выжил и продолжает заседать в парламенте |    |                                             |              |                   |                      |                        |                    |
| 166a | 12 | «Злой волк» «Bad Wolf»                      | Джо Ахерн    | Расселл Ти Дейвис | 6,81                 | 86                     | 11 июня 2005       |
| Доктор, Роза и Джек невольно становятся участниками различных реалити-шоу и игр, где выбывших или проигравших убивают. Выбравшись из своего шоу, Доктор с удивлением обнаруживает, что снова оказался на Спутнике 5, который после того, как прекратил передавать новости, был переоборудован под трансляцию различных ТВ-шоу. |    |                                             |              |                   |                      |                        |                    |
| 166b | 13 | «Пути расходятся» «The Parting of the Ways» | Джо Ахерн    | Расселл Ти Дейвис | 6,91                 | 89                     | 18 июня 2005       |
| Новыми владельцами Спутника 5 оказались далеки, а все проигравшие участники не погибли, а были телепортированы на главный корабль, где из них делали новых далеков. На время битвы Доктор отправил Розу в её время, но она не готова сидеть сложа руки. Она вскрыла консоль ТАРДИС, поглотила вихрь времени и вернулась на Спутник 5. Доктор наконец узнал, кем являлся Злой волк, имя которого всплывало на протяжении всего их путешествия. В конце серии он начал регенерировать в своё следующее воплощение. |    |                                             |              |                   |                      |                        |                    |

## Подбор актёров

### Основной состав

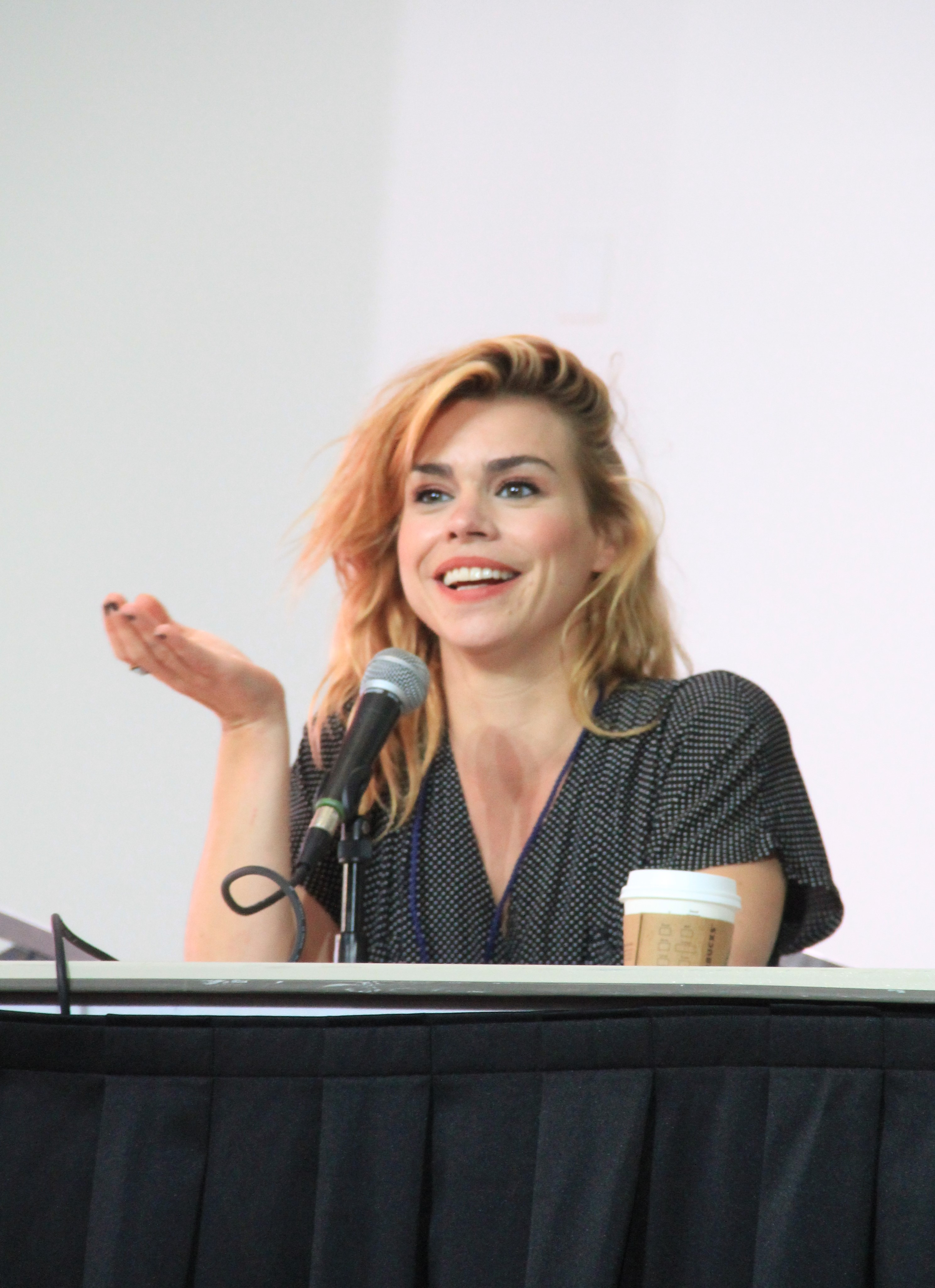
Выбор Билли Пайпер в качестве исполнительницы роли Розы Тайлер получил множество положительных отзывов от поклонников шоу

В первую очередь члены производственной команды должны были найти подходящего актёра на роль Доктора. По этому поводу они начали переговоры с актёрами Хью Грантом и Роуэном Аткинсоном. Однако к тому времени, когда Мэл Янг предложил Расселу Ти Дейвису кандидатуру Кристофера Экклестона, у шоураннера на примете оставалось лишь два актёра, которыми, по слухам, являлись Алан Дэйвис и Билл Найи. 20 марта 2004 года, после месяцев различных слухов и предположений, Экклестона утвердили на роль. В выпуске Doctor Who Magazine также раскрыл, что Доктор Экклестона будет девятым воплощением, что значит, что Доктор, появившийся в мультфильме «Крик Шалки» и озвученный Ричардом Э. Грантом официально был объявлен неканоничным. По словам Дэйвиса Экклестон связался с ним по электронной почте.
В выпуске Doctor Who Magazine за ноябрь 2003 года Дэйвис объявил не только о возрождении «Доктора Кто», но также о том, что новую спутницу Повелителя времени вероятнее всего будут звать Розой Тайлер. В марте 2004 года было подтверждено, что главную героиню будут звать именно так, а также о том, что на её роль рассматривают Билли Пайпер.. 24 мая Пайпер была утверждена на роль постоянного спутника Доктора, данный выбор актрисы получил множество одобрительных отзывов от поклонников шоу. Также известно, что Розу Тайлер могла сыграть Джорджия Моффетт, внучка Пятого Доктора, однако впоследствии она появилась в серии четвёртого сезона «Дочь Доктора» как Дженни, девушка, искусственно выращенная из генетического материала Десятого Доктора. Первоначальная концепция Роуз Тайлер несколько отличалась от той, которая в итоге была представлена в сериале. Согласно ранним представлениям о персонаже, Доктор должен был управлять всей жизнью Розы, чтобы сделать из неё идеального спутника. Однако, когда выяснилось, что у одного из сценаристов, Пола Эббота, которому и принадлежала данная идея, слишком плотный график, Дэйвис сам написал эпизод «Городской бум» и в конечном счёте отказался от неё.
Первый сезон стал единственным, в котором Кристофер Экклестон сыграл Доктора. Поскольку создатели не были уверены, что канал продлит сериал на второй сезон, контракт с актёром был заключён лишь на один год . 30 марта 2005 года, практически сразу после выхода первого эпизода, было опубликовано заявление, авторство которого приписывалось Экклестону, что актёр покидает шоу, поскольку не хочет играть однотипные роли. 4 апреля выяснилось, что данное заявление было ложью, он никогда его не делал и не подтверждал эти слова. BBC признались, что расторгли контракт на основе интервью Экклестона, данного в январе, согласно которому он, возможно, снимется лишь в одном сезоне.. В интервью 2010 года Экклестон признался, что он покинул шоу, потому что «не наслаждался окружающей его обстановкой и культурой, среди которой [они], актёры и съёмочная команда, должны были работать», но при этом он гордится, что стал частью сериала.

### Повторяющиеся и эпизодические персонажи
Персонаж Адама Митчела, как и Генри ван Статтена, впервые появился во время написания сценария к аудиодраме Роберта ширмена «Возвращение далеков». Создатели шоу всегда намеревались ввести Адама в команду ТАРДИС после того, как у Роуз появятся романтические чувства к нему. На роль нового персонажа пригласили актёра Бруно Лэнгли, известного по роли Тодда Гримшоу в сериале «Улица Коронации». По словам Дэйвиса, Адам не должен был задержаться надолго, поскольку шоураннер изначально планировал показать, что не каждый достоин стать спутником. Он назвал Адама «спутником, который не смог» и признался, что «всегда хотел сделать шоу с кем-то, кто бы стал мусорным спутником».
В серии «Пустой ребёнок» в сериале появился новый персонаж — капитан Джек Харкнесс в исполнении Джона Барроумена. Персонаж присоединился к команде ТАРДИС на оставшиеся пять серий первого сезона. При создании образа капитана Харкнесса Дэйвис черпал вдохновение из комиксов Marvel, в частности он вдохновлялся персонажем по имени Агата Харкнесс. Согласно изначальной идее, Джек первоначально должен был быть показан как трус, а затем в ходе последующих событий эволюционировать в настоящего героя, однако Барроумэн не одобрил данное решение. В результате в своём дебютном эпизоде в рамках сериала персонаж появился как морально неоднозначный герой, заставляющий задуматься «он использует свои возможности во благо или всё же во вред?». В целом Джон Барроумэн был ключевым фактором в формировании образа капитана Джека. Сам актёр признаётся, что во время кастинга Дэйвис и ещё один исполнительный продюсер, Джуди Гарднер, сразу объяснили ему, что в данном случае «весь персонаж написан вокруг [Джона]». На пробах Барроумэн говорил сначала со своим родным шотландским акцентом, потом с привычным ему американским и, в конце концов, с английским. В итоге было решено, что Джек будет американцем, поскольку «с американским акцентом он выглядит глубже».. Барроумэн сказал, что по словам Дэйвиса, он обладает «[качествами] мачо» и является «единственным во всей Великобритании, кто воплотит это».
Во время предпросмотра очередной серии комедийного телесериала «Казанова», производством которого также занимались Дэйвис и Гарднер, исполнителю главной роли в нём, Дэвиду Теннанту, предложили также сняться в качестве очередного воплощения Доктора. Первоначально он посчитал предложение шуткой, но, когда понял, что ему действительно выпал шанс сыграть роль Повелителя времени, сразу же согласился и появился как Десятый Доктор в финальном эпизоде первого сезона. О том, что Теннант заменит Экклестона в качестве исполнителя роли Доктора, официально было объявлено 16 апреля 2005 года. Среди повторяющихся персонажей также можно было заметить мать Розы, Джеки Тайлер, в исполнении Камилл Кодури, и бойфренда девушки Микки Смита, роль которого сыграл Ноэль Кларк. Кроме них в съёмках сезона приняли участие такие актёры и телеведущие, как Марк Бентон, Зои Уонамейкер,, Саймон Кэллоу, Ив Майлс , Пенелопа Уилтон, Аннет Бэдлэнд, Мэтт Бейкер, Эндрю Марр, Кори Джонсон, Саймон Пегг, Анна Максвелл Мартин, Тэмзин Грег, Шон Дингволл,, Флоренс Хоут, Ричард Уилсон, Джо Джойнер, Давина Макколл, Патерсон Джозеф, Энн Робинсон, Трини Вудалл и Сюзанна Константин.

## Производство

### Начальный этап
В конце 1990-х Рассел Ти Дейвис, большой поклонник «Доктора Кто», обратился к BBC с просьбой о возрождении сериала и смог добиться обсуждения этого вопроса дважды — сначала в 1998 году, а позднее в начале 2002 года. К своему запросу он приложил новые идеи, которые, по его мнению, позволили бы заинтересовать зрителя XXi века, в том числе отказ от видеоплёнки, увеличение хронометража каждой серии с 25 минут до 50 минут, а также приключения Доктора, которые происходят в стиле третьего воплощения этого персонажа, то есть в основном на Земле, и отсутствие «ненужного балласта» в виде Галлифрея и палаты Повелителей времени.. Свои версии возрождённого шоу предложили также Дон Фридман (шоу в жанре фэнтези), Мэтью Грэм (сериал в готическом стиле), а также Марк Гэтисс, Клейтон Хикмен и Гарет Робертс, которые планировали сделать шоу, в котором бы зритель ассоциировал себя с самим Доктором, а не с его спутниками, как было раньше.
В августе 2003 года BBC решили вопрос касательно авторских прав на производство, возникший после выхода телефильма 1996 года совместно производства с американскими студиями Universal и Fox. В результате Джуди Гарднер и Расселу Ти Дейвису было поручено снять полноценный сезон для последующей трансляции в прайм-тайм субботнего вечера сначала на основном канале, а затем и на региональных. К середине сентября было принято решение отправить сериал в производство вместе с другим проектом BBC — комедийным шоу «Казанова».
26 сентября 2003 года, сразу же после анимационного эпизода «Крик Шалки», который вышел на официальном сайте «Доктора Кто», состоялся пресс-релиз BBC, на котором было объявлено об «истинном» возрождении сериала.
В этот раз Дэйвис самостоятельно написал питч-презентацию к сезону. Ранее он обычно приступал сразу к написанию сценария для пилотных эпизодов, поскольку по его мнению создание питч-презентации «[для него] смерти подобно». На пятнадцати страницах он подробно описал Доктора, «вашего лучшего друга, с которым мы постоянно хотите проводить время», восемнадцатилетнюю Розу Тайлер, «идеальную пару» для нового Доктора, застрявшую ТАРДИС, звуковую отвёртку, далеков, исчезновение Повелителей времени, а также концентрацию внимания на человечестве. Данная презентация была утверждена в декабре 2003 года, после чего был заказан сезон, состоящий из 13 эпизодов, при финансировании от Джуди Гарднер.
К концу 2004 года шоу было запущено в производство. Дэйвис, Гарднер, а также представитель BBC Мэл Янг заняли посты исполнительных продюсеров, хотя Янг покинул проект после завершения производства первого сезона и его заменил Фил Коллинсон. В качестве режиссёров были приглашены Кит Боук, Эйрос Лин, Джо Ахерн, Брайан Грант и Джеймс Хоуз. В официальные обязанности Дэйвиса, как исполнительного продюсера и главного сценариста, или «шоураннера», состояли в создании основного сюжета сезона, проведение «атмосферных брифингов», на которых обсуждалось конкретное слово, которым нужно описать атмосферу конкретного эпизода — например, для эпизода Моффата «Пустой ребёнок» этим словом было «романтичная» — и контроль всех аспектов производства. На ранних этапах производства слово Torchwood («Торчвуд»), которое является анаграммой на фразу Doctor Who («Доктор Кто»), использовалось в качестве фальшивого названия на съёмочной площадке новых эпизодов. Впоследствии оно было добавлено в сюжет и дало название одноимённому спин-оффу «Доктора Кто».
В планы Дэйвиса также входило создание кроссовера с сериалом «Звёздный Путь: Энтерпрайз», по сюжету которого ТАРДИС материализовалась на борту «Энтерпрайза». Идея прошла этап обсуждения, но была отвергнута после закрытия данного сериала в феврале 2005 года.

### Работа над сценарием

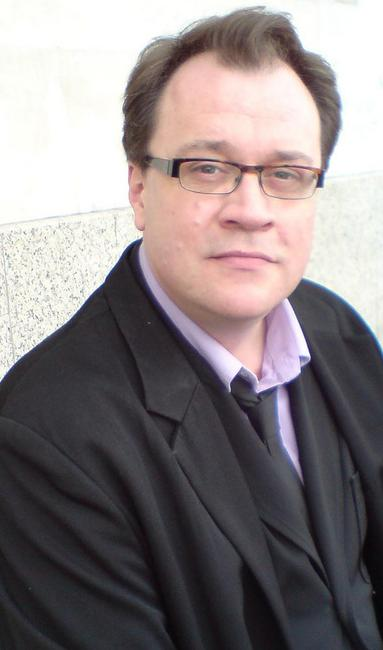
Расселл Ти Дейвис пытался возродить сериал ещё с конца 1990-х и написал сценарии к 8 из 13 эпизодов первого сезона

В первом сезоне сценарии к восьми сериям написаны самим Дэйвисом, оставшиеся были отданы другим сценаристам. Стивен Моффат написал одну историю, состоящую из двух частей, в то время как Марк Гэтис, Роберт Ширмен и Пол Корнелл написали по одному эпизоду. Кроме того, Дэйвис пригласил в проект своего друга Пола Эббота и автора серии книг о Гарри Поттере Джоан Роулинг, однако они отказались, сославшись на занятость. Подбирая команду сценаристов, Дэйвис отверг всех, кто ранее работал над классическими сериями шоу. Единственным, с кем он хотел бы поработать, оказался Роберт Холмс, однако он умер в мае 1986 года, наполовину не дописав «Суд над Повелителем времени».
Редакторами сценариев стали Элвен Роулендс и Хелен Рейнор. Они стали первыми женщинами в истории сериала, которые заняли данную должность. Роулендс покинула проект после первого сезона, чтобы присоединиться к производственной команде «Жизни на Марсе». В отличие от редакторов сценариев, работавших над классическими сериями «Доктора Кто», у них было гораздо меньше обязанностей, поскольку ответственность за некоторые этапы производства легла на плечи шоураннера. В частности редакторы сценарием больше не утвреждали сценарии. Вместо этого они осуществляли связь между членами производственной команды и сценаристом, после чего передавали сценарий шоураненеру для «окончательной полировки». По словам Рейнер, работа не требует творческих усилий. «Вы её часть, но она не часть вас».
Под руководством Дэйвиса серии приобрели более быстрый темп повествования, нежели в классических сериях. Вместо того, чтобы снимать 4 серии по шесть 25-минутных эпизодов каждая, они сняли отдельные 45-минутные эпизоды и только три истории из десяти состояли из более чем одной части. Тем не менее, все 13 эпизодов были слабо связаны между собой и составляли единую сюжетную линию, которая полноценно раскрывалась только в финале сезона. Подобную концепцию Дэйвис позаимствовал у таких американских сериалов как «Баффи — истребительница вампиров» и «Тайны Смолвиля». Кроме того, как и в оригинальном сериале, новые серии плавно перетекали или каким-либо другим способом были связаны друг с другом. Например, как в случае классических седьмого и двадцать шестого сезонов, события происходили на Земле или поблизости от неё. Данный факт обыгрывается в романе «Монстры внутри», в котором Роза и Доктор шутят на тему того, что все их приключения случились с ними на Земле или на ближайших к ней космических станциях.
Эпизоды сезона очень отличались по атмосфере, поскольку производственная команда обращалась к самым различным жанрам. Псевдоисторический «Беспокойные мертвецы» соседствовали с фантастическим детективом «Конца света». Истории о вторжении пришельцев на Землю были представлены сериями «Роза» и «Пришельцы в Лондоне» / «Третья Мировая война». Эпизод «Далек» стал историей из разряда «крепость в осаде», а «Пустой ребёнок» позаимствовал элементы у жанра ужасов. Кроме того, создатели обратились к продукции по «Доктору Кто», косвенно связанной с сериалом. «Далек» заимствует элементы у аудиодрамы Роба Шермана «Возвращение далеков», а эмоциональный «День отца» по атмосфере схож с романами Пола Корнелла, которые писатель создал в рамках цикла «Приключения для новых серий». И Ширман, и Корнелл были приглашены в качестве сценаристов соответствующих эпизодов. Также эпизод «Городской бум» содержал отсылку на события романа «Монстры внутри» и стал первой серией «Доктора Кто», напрямую отсылающей к книжной продукции.

### Съёмки
Основные съёмки первого сезона начались 18 июля 2004 года в Кардиффе, первым эпизодом, с которого начался съёмочный процесс стала «Роза». Весь сезон снимался в Юго-Восточном Уэльсе, в основном на территории Кардиффа или в его окрестностях. На каждую серию производственная команда тратила приблизительно две недели. Практически сразу у команды возникли проблемы с некоторыми эпизодами. Некоторые сцены пришлось переснять, поскольку уже отснятый материал оказался непригоден для использования. Элементы костюмом для воссоздания частей тел сливинов в эпизодах «Пришельцы в Лондоне», «Третья мировая война» и «Городской бум» заметно отличались от своих аналогов, созданных при помощи компьютерной графики. Также BBC вынуждена была отправить своих представителей к Терри Нейшену, чтобы обеспечить появление далека в одноимённом эпизоде Роба Ширмена. После завершения первого производственного блока, который Дэйвис описал как «столкновение с кирпичной стеной», съёмочная группа стала гораздо легче справляться с нагрузкой. Основные съёмки завершились 23 марта 2004 года. 21 апреля 2005 года, специально для эпизода «Пути расходятся» основной костяк производственной команды снял несколько сцен с участием Дэвида Тенната, который заменил Экклестона в качестве Доктора.
| Блок | Эпизод                                              | Режиссёр     | Сценарист                     | Код            |
| ---- | --------------------------------------------------- | ------------ | ----------------------------- | -------------- |
| 1    | «Роза» «Пришельцы в Лондоне» «Третья мировая война» | Кит Бок      | Расселл Ти Дейвис             | 1.1 1.4 1.5    |
| 2    | «Конец света» «Беспокойные мертвецы»                | Эйрос Лин    | Расселл Ти Дейвис Марк Гэтисс | 1.2 1.3        |
| 3    | «Далек» «День отца»                                 | Джо Ахерн    | Роберт Ширман Пол Корнелл     | 1.6 1.8        |
| 4    | «Долгая игра»                                       | Брайан Грант | Расселл Ти Дейвис             | 1.7            |
| 5    | «Пустой ребёнок» «Доктор танцует»                   | Джеймс Хоуз  | Стивен Моффат                 | 1.9 1.10       |
| 6    | «Городской бум» «Злой волк» «Пути расходятся»       | Джо Ахерн    | Расселл Ти Дейвис             | 1.11 1.12 1.13 |

## Реакция

### Рейтинги

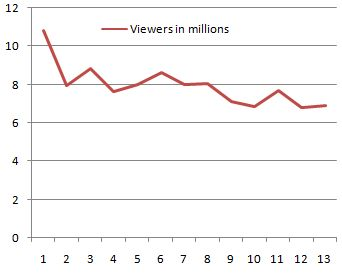
Рейтинги эпизодов первого сезона

Серию «Роза» в прямом эфире посмотрело 9,9 миллионов зрителей, с максимумом до 10,5 миллионов уникальных зрителей, что составило 43,2 % и 44,3 % всей телеаудитории того времени соответственно. Окончательные рейтинги, включившие зрителей, посмотревших серию в повторе в течение последующей недели, составили 10,81 миллионов, что поставило эпизод на третье место среди всех программ BBC One и на седьмое — среди всех показов британского телевидения в целом. Также пилотная серия заимела наибольшее количество просмотров среди всех эпизодов первого сезона, в то время как самые низкие показатели оказались у «Злого волка» (всего 6,81 миллиона зрителей). Кроме того, сезон имел очень высокий индекс оценки среди «немыльных» драматических сериалов. Все эпизоды, кроме «Конца света», получившего AI 79, получили индекс оценки не ниже 80. У финала сезона, «Пути расходятся», был самый высокий индекс оценки — 89. Хорошие рейтинги убедили главу отдела драмы Джейн Трентер 30 марта 2005 года заказать рождественский спецвыпуск и второй сезон.
После показа на американском канале Sci-Fi Channel средний рейтинг Нильсена составил 1,3, а количество зрителей достигло всего 1,5 миллиона. Несмотря на то, что данные показатели были ниже, чем у оригинальных проектов канала вроде «Звёздный крейсер Галактика», «Звёздные врата: SG-1» и «Звёздные врата: Атлантида», они отражают увеличение рейтингов на 44 % и телеаудитории на 56 % во втором квартале 2005 года, а также рост на 56 % и 57 % в двух ключевых демографических группах.

### Критика

В титрах возрождённого сериала был показан новый логотип сериала, который не понравился некоторым поклонникам так сильно, что они послали создателям письма с угрозами

В апреле 2004 года пост Председателя совета управляющих занял Майкл Грейд, который был известен своим отрицательным отношением к «Доктору Кто». Именно он в 1980-х, когда роль Доктора исполнял Колин Бейкер, добился восемнадцатимесячного перерыва между классическими сезонами. Несмотря на это, его нынешняя должность не давала ему возможности контролировать выход тех или иных программ. В июне 2005 года он отправил электронное письмо генеральному директору BBC Марку Томпсону, в котором признался, что полностью поддерживает успех возрождённого сериала. Он также отметил: «не думал [я], что скажу это. Но я собираюсь смягчиться». Новые серии также произвели положительное впечатление на Сильвестра Маккоя, исполнителя роли Седьмого Доктора. Он похвалил актёрскую игру Экклестона и Пайпер, а также их персонажей и сюжет первого эпизода, хотя раскритиковал новый интерьер ТАРДИС. Также он «высказал обеспокоенность, что нету ярко обозначенной музыки и она теряется где-то на заднем плане».
Робин Оливер из газеты The Sydney Morning Herald похвалил Дэйвиса за «взрослый подход к одному из самых известных персонажей», который оценят даже дети, и за перестройку таким образом, что это сделает его «конкурентоспособным на этом высокотехнологичном рынке». Оливер также отметил, что зрители более старшего возраста найдут Экклестона «практически лучшим повелителем времени со времён Тома Бейкера» . Гарри Веннинг, пишущий для The Stage, похвалил сериал как «невероятное, находчивое, забавное переизобретение» и в особенности отметил персонажа Розы, которая выгодно отличалась от предыдущих спутниц, «полных криков о помощи и постоянно попадающих в беду». Тем не менее, по его мнению Экклестон стал «самым большим разочарованием шоу», поскольку выделялся «своей неудобно блёклой актёрской игрой». Критик портала Digital Spy, Дек Хогган, нашёл финальный эпизод сезона разочаровывающим, но в целом похвалил весь сезон, назвав его «превосходным телевизионным зрелищем субботнего вечера, которое, как мы думали, BBC разучились делать». Он похвалил актёрскую игру Экклестона и назвал «Пустого ребёнка» и «Доктор танцует» лучшими эпизодами сезона. Арнольд Т Блюмбург из журнала Now Playing поставил сезону оценку А-, похвалив его разнообразие. Однако он резко раскритиковал «раздражающую тенденцию Дэйвиса подыгрывать меньшинству при помощи сортирного юмора», но при этом признал, что с выходом эпизода «Далек» в сезоне появились серьёзные драматические моменты
.
Джон Синотт, пишущий для сайта DVD Talk, поставил первому сезону четыре с половиной звезды из пяти, написав, что он «удерживая отличительное обаяние и очарование оригинала (а также обещая кое-что ещё), делает сериал доступным для новых зрителей». Синотт похвалил более быстрый темп повествования и все конструктивные изменения, позволившие ощутить Доктора «по-новому», а также Экклестона. Однако, по его мнению, Пайпер делала всё лишь «нормально», поскольку Экклестон просто затмил её, а также критик отметил, что сценарии некоторых эпизодов были «неровными», «всего лишь чуть-чуть подпорченными». Стивен Кеппи, делая в 2011 году обзор для The Guardian, писал следующее: «У Доктора Экллестона, возможно, было много ошибок — вроде внешности типичного жителя Ист-Энда и его ревущего „ФАНТАСТИКА“ при каждом удобном случае — но он был лишь воплощением шоу, которое в то время не знало, каким ему быть. Первый сезон возрождённого „Доктора Кто“ — показавший нам пускающих газы пришельцев — был миром, далёким от той интеллектуальной научно-популярной фантастики, которую мы знаем сейчас. Но тогда, именно благодаря Экклестону шоу добралось настолько далеко, — приобрело большое, уважаемое имя, чтобы дать старт Теннанту, продвинуться далеко вперёд».
Однако не все остались довольны новыми сериями. некоторые поклонники подвергли серьёзной критике новый дизайн логотипа шоу и изменившийся интерьер ТАРДИС. Согласно некоторым новостным источникам, производственная команда неоднократно получала гневные послания и письма с угрозами. Кроме того, после показа серии «Беспокойные мертвецы», в BBC обратились некоторые родители, которые посчитали эпизод «слишком страшным» для того, чтобы демонстрировать его их маленьким детям. BBC отклонила все жалобы, заявив, что серия «Беспокойные мертвецы» и не была предназначена для показа настолько молодой аудитории.

### Награды и номинации
| Год  | Награда                                      | Номинация                                                       | Номинант(ы)                         | Результат | Прим.   |
| ---- | -------------------------------------------- | --------------------------------------------------------------- | ----------------------------------- | --------- | ------- |
| 2005 | BBC 2005 TV Moments                          | Золотой момент                                                  | «Доктор танцует»                    | Победа    | [ 94 ]  |
| 2005 | BBC.co.uk                                    | Лучшая драма                                                    | «Доктор Кто»                        | Победа    | [ 95 ]  |
| 2005 | BBC.co.uk                                    | Лучший актёр                                                    | Кристофер Экклестон                 | Победа    | [ 96 ]  |
| 2005 | BBC.co.uk                                    | Лучшая актриса                                                  | Билли Пайпер                        | Победа    | [ 97 ]  |
| 2005 | BBC.co.uk                                    | Самая желанная звезда                                           | Билли Пайпер                        | Победа    | [ 98 ]  |
| 2005 | BBC.co.uk                                    | Лучший официальный сайт драмы                                   | Официальный сайт «Доктора Кто»      | Победа    | [ 99 ]  |
| 2005 | BBC.co.uk                                    | Первый любимый момент                                           | «Далек»                             | Победа    | [ 100 ] |
| 2005 | BBC.co.uk                                    | Лучшие злодеи                                                   | Далеки                              | Победа    | [ 101 ] |
| 2005 | National Television Awards                   | Самая популярная драма                                          | «Доктор Кто»                        | Победа    | [ 102 ] |
| 2005 | National Television Awards                   | Самый популярный актёр                                          | Кристофер Экклестон                 | Победа    | [ 102 ] |
| 2005 | National Television Awards                   | Самая популярная актриса                                        | Билли Пайпер                        | Победа    | [ 102 ] |
| 2005 | TV Choice                                    | Лучший актёр                                                    | Кристофер Экклестон                 | Победа    | [ 103 ] |
| 2005 | TV Quick                                     | Лучший актёр                                                    | Кристофер Экклестон                 | Победа    | [ 103 ] |
| 2006 | British Academy Television Awards            | Лучший драматический сериал                                     | «Доктор Кто»                        | Победа    | [ 104 ] |
| 2006 | British Academy Television Awards            | Pioneer Award                                                   | «Доктор Кто»                        | Победа    | [ 104 ] |
| 2006 | BAFTA Craft Awards                           | Лучший сценарий                                                 | Расселл Ти Дейвис                   | Номинация | [ 105 ] |
| 2006 | BAFTA Craft Awards                           | Лучшая режиссура                                                | Джо Ахерн                           | Номинация | [ 105 ] |
| 2006 | BAFTA Craft Awards                           | Выдающийся талант                                               | Эдвард Томас                        | Номинация | [ 105 ] |
| 2006 | BAFTA Cymru                                  | Лучший драматический сериал                                     | «Доктор Кто»                        | Победа    | [ 106 ] |
| 2006 | BAFTA Cymru                                  | Лучшая режиссура драмы                                          | Джеймс Хоуз                         | Победа    | [ 106 ] |
| 2006 | BAFTA Cymru                                  | Лучшие работа костюмера, гримёра и оператора                    | «Доктор Кто»                        | Победа    | [ 106 ] |
| 2006 | Премия журнала Broadcast Magazine            | Лучшая драма                                                    | «Доктор Кто»                        | Победа    | [ 107 ] |
| 2006 | Broadcasting Press Guild Award               | Лучшая драма                                                    | «Доктор Кто»                        | Номинация | [ 108 ] |
| 2006 | Broadcasting Press Guild Award               | Лучший актёр                                                    | Кристофер Экклестон                 | Номинация | [ 108 ] |
| 2006 | Broadcasting Press Guild Award               | Лучшая актриса                                                  | Билли Пайпер                        | Номинация | [ 108 ] |
| 2006 | Broadcasting Press Guild Award               | Лучший сценарист                                                | Рассел Ти Дейвис                    | Номинация | [ 108 ] |
| 2006 | Премия Деннис Поттер                         | Выдающийся сценарий для телевидения                             | Рассел Ти Дейвис                    | Победа    | [ 104 ] |
| 2006 | Премия «Хьюго»                               | Премия «Хьюго» за лучшую драматическую постановку (малая форма) | «Далек»                             | Номинация | [ 109 ] |
| 2006 | Премия «Хьюго»                               | Премия «Хьюго» за лучшую драматическую постановку (малая форма) | «День отца»                         | Номинация | [ 109 ] |
| 2006 | Премия «Хьюго»                               | Премия «Хьюго» за лучшую драматическую постановку (малая форма) | «Пустой ребёнок» / «Доктор танцует» | Победа    | [ 110 ] |
| 2006 | Награда Королевского телевизионного общества | Лучший драматический сериал                                     | «Доктор Кто»                        | Номинация | [ 111 ] |
| 2006 | Награда Сиан Филлипс                         | Выдающийся вклад в сетевое вещание                              | Рассел Ти Дейвис                    | Победа    | [ 112 ] |
| 2006 | South Bank Show                              | Выдающаяся премия восходящему британскому таланту               | Билли Пайпер                        | Победа    | [ 113 ] |

## Релиз

### Продвижение
18 октября 2004 года на официальном сайте BBC был представлен новый логотип сериала. Первый трейлер увидел свет 2 декабря 2004 года в рамках Зимнего мероприятия основных моментов BBC и впоследствии был опубликован в интернете. Рекламная кампания, включающая рекламные щиты и постеры, началась в начале марта 2005 года. 5 марта 2005 года по телевидению начали транслировать ТВ-споты, а рекламные радио-объявления начали пускать в эфир за две недели до премьеры пилотного эпизода и прекратили сразу же после выхода второго. Был создан официальный сайт сериала, на котором печатали эксклюзивную информацию — например, игры и сведения о Девятом Докторе.

### Утечка
За три недели до официальной премьеры пилотный эпизод утёк в Интернет.. Данный факт привлёк широкое внимание общественности, вызвал бурные обсуждения среди поклонников и резкий рост интереса к сериалу. BBC опубликовали заявление, согласно которому источник утечки располагался где-то в Канаде. В ответ Канадская радиовещательная корпорация (CBC) написала следующее: «Мы расследуем это. Это всё, что мы можем сказать по этому поводу, поскольку мы не знаем, что конкретно произошло. Конечно, это было не намеренно». Эйса Бэйли, основатель Вирусной Рекламной Ассоциации утверждал, что BBC наняли их для создания вирусной маркетинговой кампании, частью которого был «выпуск вещей раньше времени», создание «крутящего момента». И BBC, и CBC отрицали любую причастность к этому, однако Бэйли считает, что это не так, что это «возможно, лучшее вирусное заявление, которое они когда-либо делали». В конце концов утечку проследили до сторонней канадской компании, у которой имелась легальная копия эпизода. Ответственный за утечку сотрудник был впоследствии уволен.

### Трансляция
Серия «Роза» официально вышла на BBC One 26 марта 2005 года в 19.00 по местному времени и стала первым регулярным эпизодом со дня выхода третьей части «Выживания», увидевшей свет 6 декабря 1989 года. В дополнение к сезону BBC Wales запустила в эфир на канале BBC Three документальный проект «Доктор Кто: Конфиденциально», каждый из 13 выпусков которого, посвящённых съёмкам очередной серии возрождённого сериала, выходил сразу же после трансляции соответствующего эпизода на BBC One. И сам сериал, и его документальный спутник, завершили свой показ 18 июня 2005 года. По настоянию Дэйвиса первые два эпизода должны были выйти в эфир один за одним, однако решение было принято всего за две недели до премьеры, когда весь график уже был распланирован. В некоторых регионах начало показа «Розы» по BBC One случайно вышло с наложением нескольких секунд передачи Грэма Нортона Strictly Dance Fever.
В США Sci Fi Channel первоначально отвергли новый сезон, объяснив это тем, что они не смогли вписать его в свой график, однако позднее канал передумал. Вскоре после того, как было объявлено, что сезон начнёт выходить с марта 2006 года, исполнительный вице-президент Sci Fi Channel Томас Витале назвал шоу «истинной классикой научной фантастики» с творческим повествованием и красочной историей и объявил, что будет счастлив добавить его в эфир своего канала. Кроме того, они решили сразу же купить права на трансляцию второго сезона. Представитель BBC Worldwide Кэндис Карлайл нашла, что Sci Fi Channel станет прекрасным домом для «Доктора Кто». В конце концов американская премьера первого сезона состоялась 17 марта 2006 года, спустя год после американской и канадской, при этом первый и второй эпизоды были показаны фактически один за одним. Последний эпизод вышел в США 9 июня 2006 года Сериал завершил свою первую трансляцию в США 9 июня 2006 года..

### Выход на DVD и Blu-Ray
Первоначально сезон выходил на носителях по частям. Первые три эпизода вышли в рамках первого тома 16 мая 2005 года в Регионе 2. Второй том, содержащий эпизоды «Пришельцы в Лондоне», «Третья мировая война» и «Далек», увидел свет 13 июня 2005 года. Третий том, на котором были «Долгая игра», «День отца», «Пустой ребёнок» и «Доктор танцует», выпустили 1 августа 2005 года. В конце концов, оставшиеся три эпизода были собраны в оставшийся четвёртый том и поступили в продажу 5 сентября 2005 года.
Сезон в целом вышел в едином сборнике 21 ноября 2005 года. Помимо 13 эпизодов он содержал видеодневник Дэйвиса о первой неделе съёмок, комментарии к каждому эпизоду и другие видеоматериалы. В Регионе 1 сборник увидел свет 14 июля 2006 года.
| Название                                                                          | Количество и хронометраж эпизодов | Дата выхода в R2/B                                                                        | Дата выхода в R4/B                              | Дата выхода в R1/A                                                                                                 |
| --------------------------------------------------------------------------------- | --------------------------------- | ----------------------------------------------------------------------------------------- | ----------------------------------------------- | --- |
| «Доктор Кто»: Том 1 «Роза» «Конец света» «Беспокойные мертвецы»                   | 3 × 45 мин.                       | 16 мая 2005 года                                                                          | 17 июня 2005 года                               | 7 ноября 2006 года                                                                                                 |
| «Доктор Кто»: Том 2 «Пришельцы в Лондоне» / «Третья мировая война» «Далек»        | 3 × 45 мин.                       | 13 июня 2005 года                                                                         | 3 августа 2005 года                             | 7 ноября 2006 года                                                                                                 |
| «Доктор Кто»: Том 3 «Долгая игра» «День отца» «Пустой ребёнок» / «Доктор танцует» | 4 × 45 мин.                       | 1 августа 2005 года                                                                       | 31 августа 2005 года                            | 7 ноября 2006 года                                                                                                 |
| «Доктор Кто»: Том 4 «Городской бум» «Злой волк» / «Пути расходятся»               | 3 × 45 мин.                       | 5 сентября 2005 года                                                                      | 6 октября 2005 года                             | 7 ноября 2006 года                                                                                                 |
| «Доктор Кто»: Полный первый сезон                                                 | 13 × 45 мин.                      | 21 ноября 2005 года (D) 4 ноября 2013 года (сборник на Blu-rayt) 31 августа 2015 года (B) | 8 декабря 2005 года (D) 4 декабря 2013 года (B) | 14 февраля 2006 года (Канада) 4 июля 2006 года (США) 5 ноября 2013 года (сборник на Blu-ray) 21 июня 2016 года (B) |

## Саундтрек
4 декабря 2006 года лейбл Silva Screen Records выпустил саундтрек к возрождённому «Доктору Кто», в который вошли треки авторства композитора Мюррея Голда, прозвучавшие в первом и втором сезонах, а также в рождественском спецвыпуске «Сбежавшая невеста».
Основная тема сериала представляет собой аранжировку музыки, открывавшей эпизоды классического сериала: было добавлено низкое звучание духовых, струнные и ударные, а также звуковые эффекты выстрелов лучевого оружия далеков и материализации ТАРДИС. Всего в официальный саундтрек вошло 2 версии главной темы: 44-секундный трек, звучавший в начальных титрах каждого эпизода, и более длинная версия, в которую добавлен миддл-эйт (мелодичная вставка длиной в 8 тактов). По словам Голда, на создание собственной аранжировки вступительной мелодии «Доктора Кто» его вдохновили различные визуальные элементы шоу, которые ему предоставили для работы. Несмотря на то, что более длинную версию главной темы часто путают с версией из финальных титров, она является отдельным произведением.

## Книги
В рамках возрождения «Доктора Кто» издательство BBC Books запустило новый цикл книг, получивший название «Приключения для новых серий». Первыми произведениями, относящимися к этому циклу, стали шесть романов о Девятом Докторе. 19 мая 2005 года вышли «Часовой человек» Джастина Ричардса, «Монстры внутри» Стивена Коула и «Победитель получит всё» Жаклин Райнер. Во всех трёх книгах упоминалась фраза «Злой волк» (основная арка первого сезона), а на события «Монстров внутри» — путешествие в систему Юстиции — ссылалась Роза в эпизоде «Городской бум». Персонажами романа «Победитель получает всё» кроме Розы и Доктора также являются мать Розы, Джеки, и Микки Смит. 8 сентября 2005 года были изданы три оставшиеся книги — «Аномальный источник» Джастина Ричардса, «Только человек» Гарета Робертса и «Похитители снов» Стива Лайонса. События всех трёх книг происходит после серии «Доктор танцует», так как в них присутствует Джек Харкнесс.

### Новелизации
| Эпизод | Название | Автор             | Дата выхода        |
| ------ | -------- | ----------------- | ------------------ |
| «Роза» | «Роза»   | Расселл Ти Дейвис | 2 апреля 2018 года |